# Vesters & Neirinck
Vesters & Neirinck (anfänglich: Vesters) war ein belgischer Hersteller von Automobilkarosserien. Der zuletzt in Brüssel ansässige Betrieb fertigte in der Zeit zwischen den Weltkriegen hochwertige Individualaufbauten für Chassis zumeist europäischer Oberklasse-Hersteller.

## Unternehmensgeschichte

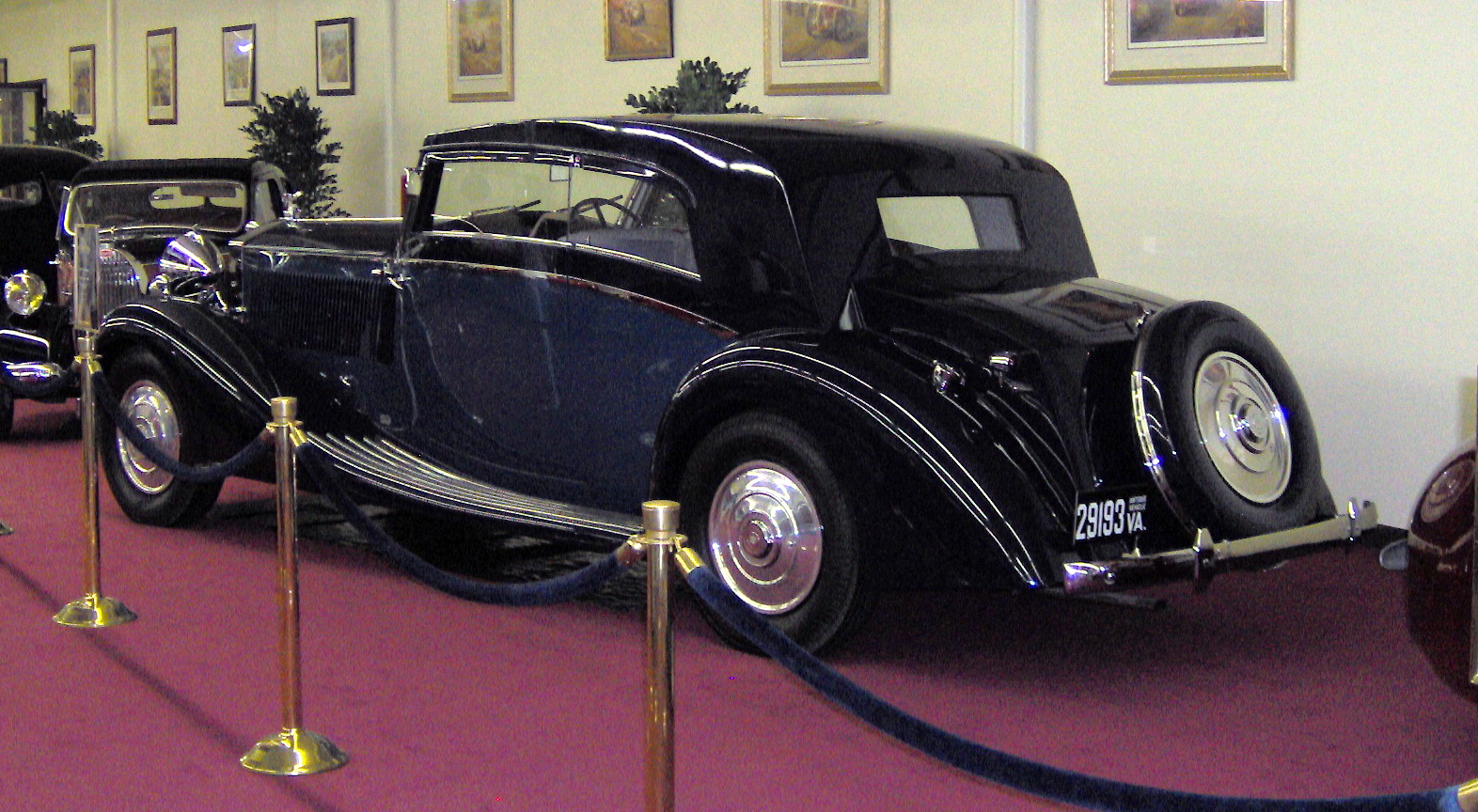
Rolls-Royce Phantom III Coupé von Vesters & Neirinck

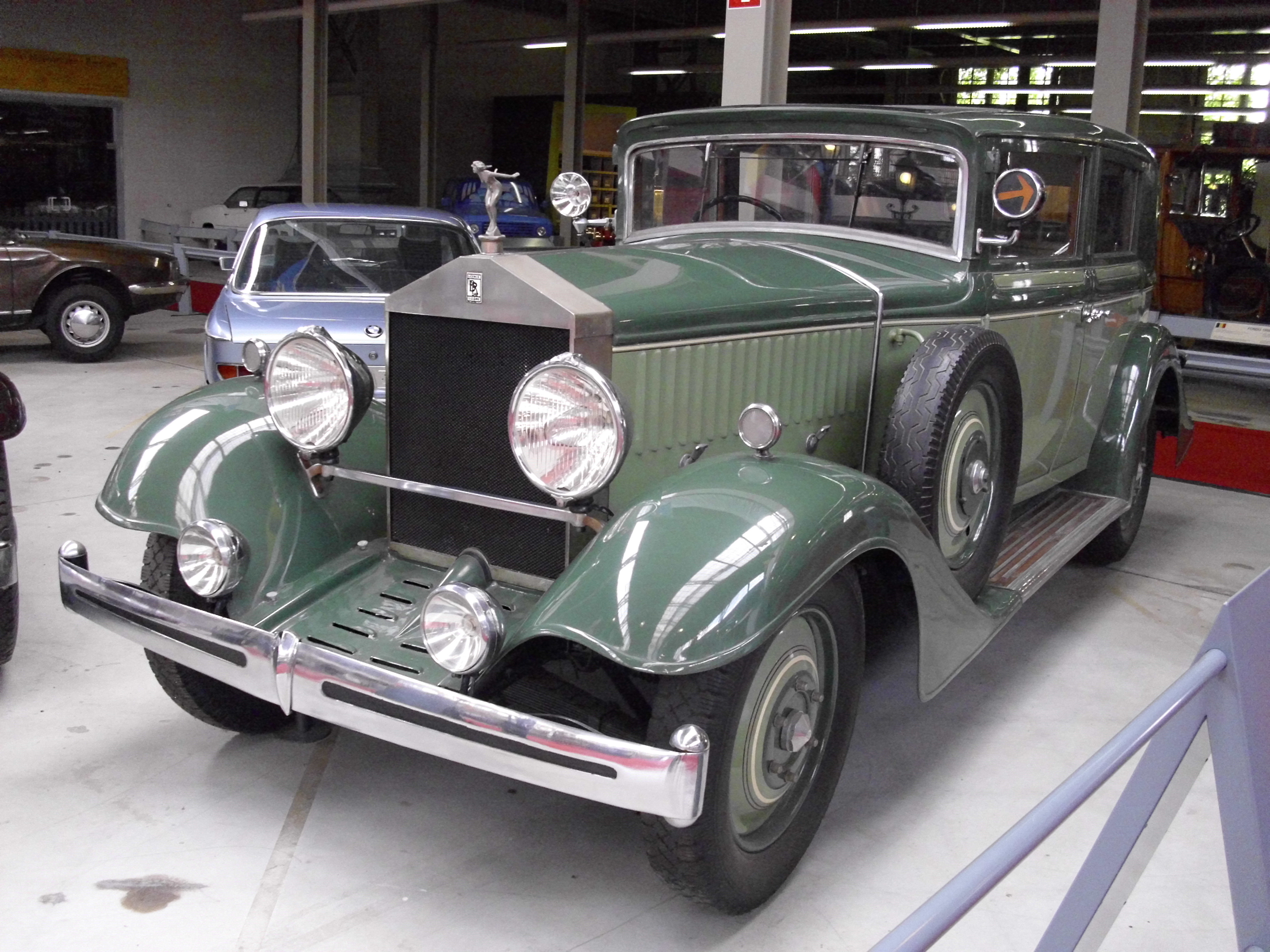
Belga Rise mit Limousinenaufbau von Vesters & Neirinck

Das Unternehmen wurde 1914 unter dem Namen Vesters als Karosseriebaubetrieb in Lüttich gegründet. Nach dem Ende des Ersten Weltkriegs firmierte es in Vesters & Nerinck um und bezog neue Werksanlagen in Brüssel. Seit Mitte der 1920er-Jahre spezialisierte sich das Unternehmen auf den Entwurf und die Herstellung individueller und hochpreisiger Karosserien für Chassis von Delage, Delahaye und Minerva. Spätestens zu Beginn der 1930er-Jahre karossierte Vesters & Neirinck bevorzugt Bentley- und Rolls-Royce-Fahrgestelle. Von besonderer Bedeutung war der Bentley 4¼ Litre, von dem Vesters & Neirinck mindestens 11 Fahrgestelle mit individuellen Aufbauten versahen. In Einzelfällen wurden auch Chassis von Oldsmobile und Graham eingekleidet.
Vesters & Neirinck war kein Serienhersteller. Die Aufbauten wurden für jeden Kunden individuell entworfen. Auch wenn sie sich in Details ähnelten, waren sie doch im Grunde Unikate. Die Vesters-&-Neirinck-Karosserien genossen den Ruf außergewöhnlich hoher handwerklicher Qualität. Im Stil galten sie als zurückhaltend.
Zum Ende der 1930er-Jahre ließ die Produktion nach. Einzelne Fahrzeuge entstanden noch nach dem Ende des Zweiten Weltkriegs, unter anderem ein viertüriges Cabriolet auf der Basis des Austin A125 Sheerline, das 1949 fertiggestellt wurde.